# Лонгин Јеренгски
Лонгин Јеренгски († 29. октобар 1561) - светитељ Руске православне цркве, у чину блажених.

## Биографија
О Лонгиновом световном животу зна се врло мало. Подвизавао се у Соловецком манастиру у данима и под вођством светог игумана Филипа. Вративши се са блаженим Јованом у манастир 1561. године на лађама натовареним грађевинским материјалом, захватила их је јака олуја и сви су потонули. Њихова тела пронађена су неискварена на обали Корелског језера, 120 километара од Соловецког манастира, на ушћу Сосновке, и положена у селу Јаренге.

## Јован и Лонгин
Чуда која су чиниле њихове мошти привукла су неколико монаха у село Јаренгу и тако је овде настао манастир. Године 1625. монах Иља Телов известио је патријарха Филарета о чудима која су извршена над моштима ових праведника, након чега је новгородски митрополит Макарије наредио игуману Корелског Свето-Николајевског манастира Герасима са бојаринским сином митрополита Софијског дома Солоновим. да изврши детаљну студију о времену проналаска моштију и о чудима блажених Јована и Логгина . Показало се да су се чуда од моштију ових светитеља чинила више од шездесет година.
Године 1635. манастир Јаренга са свим поседима села Јаренги, на захтев патријарха Јоасафа, повељом цара Михаила Федоровича је дат у надлежност Соловецког манастира.
2. јуна 1638. године мошти праведника пренете су у новосаграђену цркву брвнару и положене - на десну страну блажени Јован, а на леву блажени Логгин. Манастир Јаренга је био под контролом Соловецког манастира до његовог затварања 1764. године, када је претворен у парохијску цркву.